# Берестовка (Гомельская область)
Берестовка (бел. Берастоўка) — посёлок в Морозовичском сельсовете Буда-Кошелёвского района Гомельской области Белоруссии.

## География
В 8 км на юго-запад от районного центра и железнодорожной станции Буда-Кошелёвская, 46 км от Гомеля.

## Транспортная сеть
Транспортные связи по просёлочной, затем автомобильной дороге Буда-Кошелёво — Гомель.
Планировка состоит из короткой прямолинейной улицы почти меридиональной ориентации, застроенной деревянными домами усадебного типа.

## История
Основан в 1920-х годах переселенцами с соседних деревень на бывших помещичьих землях. В 1931 году жители посёлка вступили в колхоз. В 1959 году в составе совхоза «Морозовичи» (центр — деревня Морозовичи).

## Население

### Численность
- 2004 год — 16 хозяйств, 22 жителя.

### Динамика
- 1959 год — 127 жителей (согласно переписи).
- 2004 год — 16 хозяйств, 22 жителя.